# EIF5
EIF5‏ (Eukaryotic translation initiation factor 5) هوَ بروتين يُشَفر بواسطة جين EIF5 في الإنسان.